# Aguasay (Venezuela)
Pour les articles homonymes, voir Aguasay.
Aguasay est le chef-lieu de la municipalité d'Aguasay dans l'État de Monagas au Venezuela.